# Parafia Jezusa Miłosiernego w Brodnicy
Parafia Jezusa Miłosiernego w Brodnicy – parafia rzymskokatolicka w diecezji toruńskiej, w dekanacie Brodnica, z siedzibą w Brodnicy. 
Parafia została założona 27 kwietnia 2003. Pierwszym proboszczem został ks. Wiesław Pacak. Jest najmłodszą (czwartą), w kolejności powstania, parafią w mieście.

## Zasięg parafii
Do parafii należą wierni z miejscowości: Brodnica, Nowy Dwór, Tama Brodzka.
Brodnica, ulice: Azaliowa, Chopina, Cicha, Familijna, Graniczna, Iglasta, Jana Pawła II, Jasna, Kalinowa, Karbowska (1>), Kolejowa (12>), Kwiatowa, Łyskowskiego, Malickiego, Moniuszki, Okrężna, Osiedlowa, Ks. Popiełuszki, Powstańców Wielkopolskich, Północna, Półwiejska, Gen. Andersa, Różana, Sikorskiego, Skromna, Stokowa, Sulerzyskiego, Szymanowskiego, Wczasowa (od nr 3), Wieniawskiego, Zakątek, Karbowo: Bratkowa, Chabrowa, Daliowa, Fiołkowa, Grzymskiego, Irysowa, Jeziorna, Jęczmienna (nr 13), Klubowa, Konwaliowa, Letnia, Makowa, Myśliwska, Narcyzowa, Olsztyńska, Sasankowa, Sportowa, Storczykowa, Wąwozowa, Willowa, Wspólna, Żeglarska, Karbowo Zakład Rolny (2 km): Małgorzatka, Młodzieżowa i Żmijewska.